# Àcar roig dels cítrics
L'àcar roig, àcar roig dels cítrics o aranya parda (Panonychus citri) és àcar tetraníquid fitòfag que pot esdevindre en plaga.

## Etimologia
- Panonychus: mot llatí compost per pano derivat de panus que a l'hora prové del grec πᾶνος (pânos, bobina, carret),[2] i nychus que prové del grec onikh (peüngla).[3]
- citri: mot derivat del llatí citrus,[4] en referència a les espècies de les quals es nodreix.

## Història
L'àcar roig constitueix una de les plagues més greus que ataquen als agres a tot el món. Es considera una plaga molt important als Estats Units, el Japó, la Xina, l'Índia i Sud-àfrica, tots ells països de gran producció citrícola. La primera descripció de l'espècie es va realitzar en 1916 a Califòrnia, zona en la qual és un problema del cultiu de manera ininterrompuda des de principis del segle xx. A Europa es va trobar per primera vegada a l'antiga Iugoslàvia en 1949, estenent-se posteriorment a altres països de la zona mediterrània pròxims com França (1965), Itàlia (1973), Líban (1973), Turquia (1975) i Israel (1981). P. citri és per tant una plaga de primer ordre en la majoria de zones citrícoles d'Amèrica, Àsia i Àfrica, a més de tindre una gran importància als països de la conca mediterrània.

## Descripció
Són de mida xicoteta d'entre 0,3 a 0,6 mm. La forma del cos sol ser oval arredonida, encara que entre les espècies fitòfagues n'hi ha típicament vermiformes. El nombre de potes en els estats d'adult i nimfa és generalment de quatre parells i tres en la larva. Respiren per tràquees que s'obrin a l'exterior per mitjà d'estigmes, però existeixen grups caracteritzats per respirar a través del tegument, per osmosi, o bé per anaerobosi.
La femella adulta és arredonida i de color roig fosc o porpra, amb llargues quetes sobre l'idiosoma, amb tubercles basals del mateix color roig de la resta del tegument. El mascle és una mica més xicotet, de color més clar i piriforme. Els ous són rogencs amb un fil de teranyina vertical de l'extrem del qual sorgeixen fils fins a la superfície del substrat.3

## Biologia, ecologia i hàbitat
La reproducció sol ser sexual. La fecundació té lloc immediatament després de l'emergència de la femella. Cada femella d'àcar roig és capaç de produir entre 25 i 30 ous al llarg de la seua vida. La posta la realitza, preferentment, al llarg del nervi central del feix de les fulles, sent aquesta més densa en el terç basal de les fulles. A diferència d'altres espècies, no forma quasi teranyines en les zones de posta i mostra una clara preferència per fulles que han aconseguit el seu total desenvolupament enfront d'aquelles que estan en formació. L'adult es troba per tota la superfície foliar mentre que les formes immadures es troben preferentment en el revers.
El nombre de generacions de l'àcar roig per any és molt variable, en les nostres condicions aconsegueix el màxim poblacional a finals d'estiu i principis de tardor, la resta de l'any es manté en l'arbre en nivells poblacionals molt baixos, quasi imperceptibles, durant els primers mesos de l'any. Les seues poblacions s'incrementen de forma generalitzada en tots els cultius a partir del mes d'agost. Amb gran rapidesa poden assolir poblacions molt altes al setembre i octubre. Posteriorment la població descendeix per l'acció dels enemics naturals que la controlen eficaçment, i es mantenen durant els mesos d'hivern, entre novembre i març el seu desenvolupament és molt lentament i causa pocs danys. En altres països on la plaga es manifesta amb gravetat des de fa molts anys se citen tradicionalment dos moments d'atac, primavera i tardor. Es considera que a l'estiu les temperatures elevades, especialment si la humitat relativa és baixa, destrueixen nombroses formes mòbils de la població. En experiències de laboratori s'ha comprovat que temperatures de 32° C o superiors causen una elevada mortalitat d'ous i immadurs en aquesta espècie d'àcar.
Aquest àcar s'alimenta de la clorofil·la de fulles, tiges i fruits. Les seues picades produeixen una descoloració difusa sobre la fulla i el fruit. Quan l'atac és intens, els òrgans afectats prenen un color platejat. Els fruits atacats abans de la maduració o canvi de color, no arriben a adquirir la seua coloració normal, quedant amb una coloració pàl·lida. En canvi, si l'atac es produeix quan el fruit ja està pigmentat els danys no es fan visibles i la coloració del fruit és normal. Aquest fet fa que varietats de cítrics del grup de les mandarines, en les quals coincideix l'inici de la seua maduració amb l'augment de la població d'àcar roig, només en rares ocasions es veien afectades per aquest mal estètic, mentre que varietats de taronger dolç que pigmenten tardanament, sí que solen ser afectades per aquestes picades. La combinació de forts atacs d'àcar roig amb humitats ambientals baixes i vent (ponent), o deficient contingut d'humitat en la planta per sequedat del sòl o escàs sistema radicular, poden provocar fortes defoliacions, sobretot en les parts més exposades de l'arbre. Els danys es diferencien amb relativa facilitat dels produïts per l'aranya roja, perquè la descoloració de les fulles és total mentre que en el cas de l'aranya roja està delimitada a la zona ocupada per la colònia. Sobretot pot causar danys greus en varietats del grup nàvel de tarongers, en qualsevol cas pot atacar a tots tipus de cítrics.

## Mostreig i llindar de tractament
Els mostrejos s'han de realitzar en els mesos d'agost i setembre, amb una periodicitat quinzenal. Per a determinar la població d'àcar roig, s'han de mostrejar dues fulles completament formades de l'última brotada per arbre i determinar el nombre de fulles ocupades per àcar roig. En el mateix arbre, s'ha de mostrejar una fulla madura de l'interior i determinar el nombre de fulles ocupades per fitoseids. Aquests es distingeixen fàcilment per la seua gran mobilitat pel revers de la fulla i per tindre una coloració clara i forma piriforme. S'han de mostrejar 50 arbres per hectàrea, i tractar només quan el percentatge de fulles madures ocupades per fitoseids siga menor del 30% i el percentatge de fulles joves ocupades per l'àcar roig siga major del 20% entre agost i octubre. En general l'àcar roig està controlat de manera natural pels seus enemics naturals, principalment pels fitoseids abans esmentats, sent innecessària l'aplicació d'acaricides. A més, l'ús d'aquests pot trencar l'equilibri entre les poblacions plaga i depredador.

## Gestió agronòmica

### Control biològic
Els enemics naturals més eficaços de l'àcar roig es troben entre els àcars fitoseids, com ara Neoseiulus californicus, Phytoseiulus persimilis, Typhlodromus phialatus, destaca Euseius stipulatus. En un mostreig realitzat en cinc parcel·les mostrejant cada 15 dies durant tres anys, més del 90% dels àcars fitoseids corresponien a E. stipulatus, que és l'espècie més freqüent i la que desenvolupa poblacions més elevades en els arbres. Es considera un nivell acceptable de fitoseids el del 20% al 40% de fulles ocupades (que correspon a una població de 0,5 a 1 àcar per fulla).
Com ja s'ha esmentat, el fitoseid que destaca per la seua predominant presència i pel control exercit sobre aquesta plaga és E. stipulatus. Aquest és el responsable de l'actual control biològic de l'àcar roig pel que les seues poblacions s'hauran de tindre en compte abans de realitzar tractaments, a més en el cas de ser necessari l'ús d'acaricides és molt recomanable utilitzar productes respectuosos amb aquest. Si se sobrepassa el llindar es recomana realitzar tractaments fitosanitaris, tenint en compte que, els tractaments amb acaricides han de fer-se sempre quan s'observen formes vives, i no de manera preventiva o per observar només símptomes. Per a obtindre una alta eficàcia s'han de mullar ben bé les parts més elevades de l'arbre. En aquesta plaga és molt important l'alternança entre matèries actives utilitzades, ja que en cas contrari, es poden desenvolupar resistències i evitar utilitzar productes nocius per a E. stipulatus.
A banda dels fitoseids, existeixen nombrosos insectes auxiliars que s'alimenten de l'àcar roig. Entre ells destaquen els neuròpters Conwentzia psociformis, Semidalis aleyrodiformis i Chrysoperla carnea, així com el coleòpter coccinèl·lid Stethorus punctillum. Alguns d'aquests insectes es troben sovint en gran nombre en els arbres atacats per l'àcar roig, però solen acudir quan les poblacions de l'àcar ja són plaga, és a dir, ja són elevades per la qual cosa difícilment poden previndre els danys. Els neuròpters, que són abundants a la primavera, pareixen exercir una important acció controladora dels atacs d'àcars durant aquesta estació. En diverses avaluacions experimentals per addició o exclusió realitzades en dues parcel·les durant la primavera es va demostrar que l'acció d'enemics naturals, tant àcars fitoseid com neuròpters, és un factor fonamental en la regulació de les poblacions de P. citri en aquesta època.
En general l'àcar roig està controlat de manera natural pels seus enemics naturals, no sent necessària l'aplicació de fitosanitaris. En agricultura ecològica, en cas d'haver de fer alguna intervenció per a controlar les poblacions de P. citri es poden utilitzar olis de parafina.

### Control químic
L'àcar roig de cítrics es controla bastant bé amb acaricides específics i amb oli mineral, però pot desenvolupar resistències amb facilitat, per la qual cosa és aconsellable evitar tractaments innecessaris. S'ha comprovat que en molts casos es produeixen increments poblacionals de la plaga per aplicacions de plaguicides per a combatre altres plagues de cítrics, sobretot cotxinilles. Un producte amb excel·lent acció acaricida contra Panonychus citri és l'oli mineral, que actua com adulticida i com ovicida simultàniament. A l'hora de seleccionar un acaricida cal considerar no sols la seua eficàcia directa sinó també la seua persistència, possibles problemes de fitotoxicitat o impacte sobre àcars beneficiosos. Els olis minerals respecten als enemics naturals de l'àcar roig, tenint molt bona acció acaricida, fins i tot ovicida, i són menys favorables que uns altres acaricides a la inducció de resistències.
Les matèries actives recomanades són:
| Mode d'acció                         | Matèria activa                    | Termini de seguretat (dies) |
| ------------------------------------ | --------------------------------- | --------------------------- |
| Inhibidors del creixement dels àcars | Clofentecín, Hexitiazox, Etoxazol | 21, 14, 14                  |
| Inhibidors del transport d'electrons | Tebufenpirad, Fenpiroximat*       | 7, 14                       |
| Inhibidors de la síntesi de lípids   | Espirodiclofèn                    | 14                          |
| Activadors del canal de clor         | Abamectina                        | 10                          |
| Físic (asfixia)                      | Oli de parafina                   | 20                          |

(*)No aplicar en equips amb deriva.
La classificació pel mode d'acció (IRAC) emprada per a cada producte pretén visualitzar les diferents maneres d'acció en els quals basar les rotacions per al maneig de les resistències.

### Resistències als acaricides
Arreu del món s'ha observat que alguns tetraníquids, com ara Panonychus citri, han desenvolupat progressivament resistències als productes aplicats per a controlar-los, des del sofre i els fosforats en els anys 60, fins molts dels acaricides específics posteriors com binapacril, quinometionat, fenson, tetradifon o dicofol. En el cas de l'àcar roig dels cítrics a l'Estat Espanyol, pocs anys després de la seua introducció en 1981 va començar ja a parlar-se de resistències en moltes zones on l'aplicació de l'acaricida dicofol, només o en mescla amb tetradifon, havia sigut repetida sovint. L'àcar roig multiplica de manera notable els tractaments acaricides en els cultius de cítrics, de manera que en moltes parcel·les s'aplicava rutinàriament dicofol a l'hora que qualsevol tractament fitosanitari, per a "previndre" els atacs de l'àcar. Aquesta pràctica va portar en poc temps al desenvolupament de línies resistents.
En un estudi de laboratori realitzat en 1987 amb àcars procedents de 16 parcel·les de cítrics on se sospitava l'existència de resistència al tetradifon i dicofol la mortalitat de les femelles adultes en ser tractades amb dosis tres vegades superiors a les recomanades en camp va ser molt variable però generalment baixa, inferior al 80% (i en diversos casos inferior al 40%) posant de manifest la notable resistència que s'havia desenvolupat. En l'actualitat tant l'àcar roig com l'aranya roja mostren resistència a l'acaricida dicofol en moltes zones. S'ha trobat també resistència en alguns casos als altres acaricides, encara que en alguns casos els bioassajos no han pogut demostrar-la, com en l'hexitiazox. En altres països s'han demostrat casos de resistència a l'hexitiazox en P. citri, així com una resistència creuada entre clofentecín i hexitiazox. Se sap que poden donar-se altres casos de resistència creuada entre els acaricides inhibidors de la cadena de transport d'electrons (tebufenpirad, piridabén, fenazaquín i fenpiroximat). També s'han demostrat casos de resistència creuada entre grups o modes d'acció diferents. A Austràlia, soques de tetraníquids resistents a hexitiazox i clofentecín van mostrar certa major resistència a acaricides d'aquest tipus. També s'ha trobat resistència creuada entre dicofol i tebufenpirad. En general l'estratègia més adequada és reduir al mínim la pressió de selecció alternant productes i tractant les menys vegades possibles, recorrent al mostreig per a decidir la realització d'un tractament sol quan se sobrepassen llindars d'intervenció prefixats. S'han d'aplicar productes poc persistents i que siguen poc tòxics per als principals agents de control biològic presents en el cultiu, i en particular per als àcars fitoseids, a fi de permetre l'acció dels enemics naturals en el control de les poblacions de plagues. En definitiva, la solució al problema de les resistències passa per l'aplicació de mètodes respectuosos amb la fauna beneficiosa.